# Hillsboro (Virginie)
Hillsboro (původně vyslovováno Hillsborough) je malé město v okrese Loudoun County na severu amerického státu Virginie. V roce 2000 mělo 96 obyvatel a teprve roku 2000 byly zavedeny adresy.

## Geografie
Rozloha je 0,2 km², vše z toho je souš. Město leží v průsmyku Hillsboro uprostřed hor Short Hill, součásti Blue Ridge Mountains. Washington D.C. je vzdálený 88,5 km směrem na jihovýchod a Harpers Ferry 16 km na severozápad. Městem vede Virginia Route 9.

## Demografie
Při sčítání lidu roku 2000 zde žilo 96 obyvatel ve 39 domácnostech, kteří byli členy 28 rodin. Celkový počet domů 41. Hustota osídlení byla 480 ob./km², 96,88 % lidí patřilo k bílé rase, zbytek byli černoši.
Z celkového počtu 39 domácností jich 28,2 % mělo dítě mladší 18 let, 64.1% byly páry žijící spolu, 5.1% domácností bylo s ženskou hlavou rodiny bez přítomnosti manžela, a 28.2% domácností nebylo obýváno rodinami. 20.5% všech domácností tvořili jednotlivci a 15.4% lidé starší 65 let, kteří žili sami. Na průměrnou domácnost vycházelo 2,46 členů a na průměrnou rodinu 2.75 členů.
19,8 % populace mělo méně než 18 let, 66,7 % bylo ve věku 18-64, 13,5 % bylo 65 let a více. Průměrný věk rovných 41 let.
Medián příjmů na domácnost činil 54 375 dolarů, na rodinu 71 875 dolarů, u mužů to bylo 60 833 dolarů a u žen 27 250 dolarů. Pod hranicí chudoby žilo 10 % domácností a 11,1 % rodin, čtvrtina mladších 18 let a nikdo nad 64 let.